# La llista negra
La llista negra (títol original en anglès: The Dead Pool) és una pel·lícula estatunidenca dirigida per Buddy Van Horn, estrenada l'any 1988. És el cinquè i últim episodi de la saga L'Inspector Harry. Ha estat doblada al català.

## Argument
L'inspector Harry Callahan queda afectat per la investigació de la mort del cèlebre cantant de rock Johnny Squares. Descobreix que el director Peter Swan participa en un joc en el qual ha d'endevinar quina celebritat morirà la propera vegada. Pitjor, s'adona que fins i tot ell mateix és a la llista, al costat de Swan.

## Repartiment
- Clint Eastwood: l'inspector Harry Callahan
- Patricia Clarkson: Samantha Walker
- Liam Neeson: Peter Swan
- Evan C. Kim: l'inspector Al Quan
- David Hunt: Harlan Rook / Ed Butler
- Michael Currie: el capità Donnelly
- Michael Goodwin: el tinent Ackerman
- John Allen Vick: el tinent Ruskowski
- Jim Carrey: Johnny Squares
- Diego Carns: Hicks « el carnisser »
- Slash: un músic als funerals de Johnny Squares (cameo)
- Axl Rose: un músic als funerals de Johnny Squares (cameo)
- Izzy Stradlin: un músic als funerals de Johnny Squares (cameo)
- Duff McKagan: un músic als funerals de Johnny Squares (cameo)
- Steven Adler: un músic als funerals de Johnny Squares (cameo)

## Producció

### Repartiment dels papers
És l'única pel·lícula de la sèrie on Albert Popwell no apareix. Encarnava quatre personatges diferents en les precedents pel·lícules.
És una de les primeres pel·lícules de Jim Carrey. Ja havia coincidit amb Clint Eastwood en Pink Cadillac, igualment posada en escena per Buddy Van Horn.

### Rodatge
El rodatge ha tenir lloc a San Francisco (Hayes Valley, Fisherman's Wharf, Presidio, San Francisco General Hospital Medical Center, San Francisco Naval Shipyard, Pacific Heights, The Embarcadero, Chinatown, estudis KGO-TV, Potrero Hill, North Beach, ...). Es va rodar entre febrer i març de 1988.

### Música
La música de la pel·lícula va ser composta per Lalo Schifrin, que ha treballat en totes les pel·lícules de la saga, a l'excepció de l'inspector no renuncia mai.
En la pel·lícula, la cançó Welcome to the Jungle que interpreta Johnny Squares és de fet un títol dels Guns N'Roses. Alguns membres del grup, com Axl Rose, Slash, Steven Adler i Izzy Stradlin, apareixen breument en l'escena dels funerals de Johnny Squares. El títol no apareix en la banda original comercialitzada.

## Al voltant de la pel·lícula
- El guionista i dissenyador de dibuixos animats americà Frank Miller, gran fan de la sèrie dels Inspector Harry, ha afirmat que aquesta pel·lícula l'havia decebut i que la història That Yellow Bastard de Sin City estava inspirada en aquest últim lliurament de Dirty Harry.
- Es tracta de l'única continuació de la sèrie on es fa una referència a Scorpion, el dolent de la 1a pel·lícula.

## Box-office
Aquesta cinquena i última pel·lícula de la saga és la menys rendible.
- Estats Units: 37.903.295 dòlars